# SN 1960K
SN 1960K – supernowa odkryta 18 czerwca 1960 roku w galaktyce MCG +06-49-68. W momencie odkrycia miała maksymalną jasność 19,00m.